# Lexika der Schweiz
Der Artikel Lexika der Schweiz zeigt eine Übersicht über die verschiedenen Lexika, die über Themen aus der Schweiz entstanden sind.

## 17. Jahrhundert

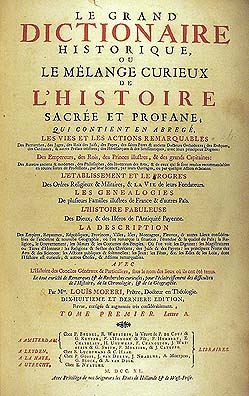
Le grand Dictionnaire historique, Ausgabe Amsterdam u. a., 1740

Im 17. Jahrhundert entstanden mehrere historisch-topografische Werke, etwa jene von Sebastian Münster und Johannes Stumpf, sowie gescheiterte Versuche oder solche, die nicht über handschriftliche Fassungen hinauskamen. Vorbild der ersten Lexika war Abbé Louis Moréris Arbeit Le grand dictionnaire historique, die 1674 in Lyon erstmals veröffentlicht, mehrfach überarbeitet und dann übersetzt wurde. In der Schweiz nahm sich der Basler Professor Johann Jakob Hofmann Moreri zum Vorbild und publizierte 1677 das zweibändige Lexicon Universale.

## 18. Jahrhundert
Der Basler Bibliothekar und Professor Jakob Christoph Iselin verbesserte eine deutsche Ausgabe des Moreri (Leipzig, 1709), die bezüglich der Schweiz jedoch fehlerhaft war. Er rekrutierte dafür in anderen Kantonen Mitarbeiter und brachte 1726 ein Neu-vermehrtes Historisches- und Geographisches Allgemeines Lexicon […] in vier Foliobänden heraus, das erstmals korrekte Artikel über die Kantone, Städte und Schweizer Persönlichkeiten enthielt. Auf diese Einträge stützte sich wiederum Pierre Roques, Pfarrer der französischen Kirche in Basel, für seine Moreri-Ausgabe von 1731/1732.
Im 18. Jahrhundert erschienen die ersten alphabetisch geordneten historischen Lexika der Schweiz. Das erste, ausschliesslich der Schweiz gewidmete Lexikon, das 20-bändige Werk Allgemeines Helvetisches, Eydgenössisches, Oder Schweitzerisches Lexicon (1747–1765), stammte vom Zürcher Bankier Johann Jacob Leu. Diesem kamen seine langjährige Erfahrung mit Sammelwerken sowie seine Verbindungen zugute, die er aufgrund seiner Ämter hatte. Hingegen behinderten das Misstrauen der katholischen Kantone und die teils mangelhaften Fähigkeiten seiner Informanten die Arbeit. Trotzdem trug er viel neues Material über zahlreiche Orte, Familien und Personen zusammen, die bislang keinen Eingang in die grossen Universallexika gefunden hatten. Leu schrieb alles selbst, kam auch für die Finanzierung auf und beendete sein Werk in weniger als zwanzig Jahren, weil er sich für ein effizientes statt für ein perfektionistisches Vorgehen entschied. Nach derselben Arbeitsweise reichte der Zürcher Apotheker Hans Jakob Holzhalb 1786–1795 ein sechsbändiges Supplement nach. Allerdings konnte er deren Veröffentlichung nur finanzieren, indem er sich unter ein Patronat der kantonalen Regierungen stellte.
Zur gleichen Zeit vereinigte der Berner Vinzenz Bernhard Tscharner in seinem zweibändigen Dictionnaire géographique, historique et politique de la Suisse (Neuenburg, Genf und Lausanne, 1775–1776) alle Artikel, die er für die Encylopédie d’Yverdon verfasst hatte, wobei er sie mit Ergänzungen und Korrekturen versah. 1782–1784 erschien das Werk in einer deutschen Übersetzung von Friedrich König und Jakob Samuel Wyttenbach.

## 19. Jahrhundert
In der 1. Hälfte des 19. Jahrhunderts legte einzig der Basler Markus Lutz ein Lexikon vor, und zwar 1822 das Werk Geographisch-statistisches Handlexikon der Schweiz für Reisende und Geschäftsmänner […] (2., erweiterte deutsche Ausgabe 1827–1835, 1. französische 1836–1837). Ab 1848 wurde, unterstützt von risikofreudigen Verlegern wie Hans Huber in Frauenfeld und Victor Attinger in Neuenburg, ein beachtlicher Aufwand betrieben, um der Schweiz verlässliche Nachschlagewerke zur Verfügung zu stellen.

## 20. Jahrhundert
Ebenfalls beim Verleger Huber erschien das vierbändige Schweizerische Künstler-Lexikon von Carl Brun (1905–1917), bei Attinger das sechsbändige, auf Deutsch und Französisch publizierte Geographische Lexikon der Schweiz (GLS, 1902–1910) sowie das siebenbändige Historisch-Biographische Lexikon der Schweiz samt Ergänzungsband (deutsch und französisch, 1921–1934). Letzteres hatte eine bewegte Geschichte. Nachdem Attinger auf der Grundlage des GLS und Leus Werk, von dem er sich jedoch abgrenzte, eine Stichwortliste erstellt hatte, unterbrach der Erste Weltkrieg das Unternehmen. Erst nach Kriegsende konnten unter der Leitung Marcel Godets, Direktor der Schweizerischen Landesbibliothek, und Heinrich Türlers, Bundesarchivar und ehemaliger Berner Staatsarchivar, Redaktion und Publikation der Bände in Angriff genommen werden. Attinger hatte kein Redaktionskomitee, sondern nur leitende Mitarbeiter, die er unter den Kantonsarchivaren fand und denen die Autorensuche oblag. Dank Bürgersinn fanden sich zahlreiche Verfasser, die für den Inhalt ihrer Artikel verantwortlich zeichneten, wobei die Texte von unterschiedlicher Qualität waren. Mangelnde Disziplin und Weitschweifigkeit führten zu Überschreitungen des Budgets und zu beträchtlichen Defiziten, was vor allem die Herausgabe der letzten Bände beeinträchtigte. Der erste Band wurde 1921, der siebte 1933 publiziert, worauf 1934 ein zweiteiliger Ergänzungsband folgte. Eine Kommandit-, später eine Aktiengesellschaft lösten den vom finanziellen Einsatz überforderten Herausgeber ab.
Ein Nachschlagewerk über die Schweiz auf einer ganz anderen Grundlage bildete das am Ende des Zweiten Weltkriegs in Zürich erschienene Schweizer Lexikon (1945–1948) mit einem eher enzyklopädischen als historischen Charakter, das ein breites Publikum ansprach. Es hatte in Deutschland grossen Erfolg, wo ein Nachholbedarf an nicht-nationalsozialistischen Werken bestand.
Im Hinblick auf die 700-Jahr-Feier des Bundes übernahm Wilhelm Ziehr, ein Chefredaktor mit deutschen Wurzeln, diese Form der Lexika. Für das sechsbändige Schweizer Lexikon 91 (1991–1993), das 1998–1999 in einer zwölfbändigen Volksausgabe noch einmal aufgelegt wurde, schuf er ein Patronatskomitee und gewann eine Vielzahl von Autoren aus den unterschiedlichsten Milieus. Bei den Einträgen über die Schweiz handelt es sich im Prinzip um Originale, deren Qualität unterschiedlich ist, während die allgemeinen Artikel aus der Enzyklopädie von Joseph Meyer stammen. Ebenfalls im Jubiläumsjahr 1991 kam das viersprachige Lexikon der Schweizer Literaturen heraus, das auf eine Initiative Pierre-Olivier Walzers zurückging.
Aufgrund des Erkenntnisfortschritts und neuer historiografischer Methoden stiegen die Ansprüche an historische Lexika, und deren inhaltliches Programm wurde entsprechend breiter. Der Realisierung stand die Schwierigkeit entgegen, in einer relativ kleinen Bevölkerung mit einem drei- oder sogar viersprachigen Werk kommerziell bestehen zu können. In der zweiten Hälfte des 20. Jahrhunderts wurden zwar verschiedene Ideen für weitere Lexika diskutiert, aber nur die spezialisierten, begrenzten und von der öffentlichen Hand getragenen Projekte gelangten zum Abschluss: die vier nationalen Dialektwörterbücher (Dialektologie), das Künstler-Lexikon der Schweiz XX. Jh. von Hans Christoph von Tavel und Eduard Plüss (1958–1967), die Lexika des Schweizerischen Instituts für Kunstwissenschaft (1981, 1991, 1998) sowie das auf 13 Bände angelegte Historische Lexikon der Schweiz (2002–), das gleichzeitig in deutscher, französischer und italienischer Sprache erscheint und zusätzlich eine einbändige rätoromanische Ausgabe vorsieht. Ferner besteht seit 2002 in Zürich das Forschungsprojekt Allgemeinwissen und Gesellschaft. Enzyklopädien als Indikatoren für Veränderung der gesellschaftl. Bedeutung von Wissen, Bildung und Information.

## Historische und kantonale Lexika
Es bestehen auch kantonale, manchmal auf Biografien beschränkte historische Lexika. Den Kanton Waadt zum Beispiel behandeln die Lexika von Louis Levade (1824), David Martignier und Aymon de Crousaz (1867), Albert de Montet (1877–1878) und Eugène Mottaz (1912–1921), den Kanton Aargau das 1958 erschienene Biographische Lexikon des Aargaus 1803–1957.